# Sangay Tenzin
Sangay Tenzin (* 7. September 2003 in Gelephu) ist ein bhutanischer Schwimmer.

## Karriere
Sangay Tenzin belegte bei den Schwimmweltmeisterschaften 2019 den 125. Platz über 50 m Freistil und den 120. Platz über 100 m Freistil. Bei den 2021 ausgetragenen Olympischen Sommerspielen 2020 in Tokio war der erste Schwimmer seines Landes, der an Olympischen Spielen teilnahm. Im Wettkampf über 100 m Freistil belegte er mit einer Zeit von 57,57 s Rang 68.
Bei der Eröffnungsfeier war er zusammen mit der Bogenschützin Karma der Fahnenträger der bhutanischen Mannschaft und auch bei der Schlussfeier trug er die Fahne seines Landes ins Stadion.